# ショル人
ショル人（Shors）はロシアケメロヴォ州に居住するテュルク系民族。クズネツキ・タタール、コンドマ・タタールなどとも呼ばれる。2010年の国勢調査では人口12,888人。ショル語を話す。

## 概要
元来、アニミズム、シャーマニズム信仰であったが、現在ではロシア正教信仰とみなされている。しかし文化のいたるところにアニミズム、シャーマニズムの要素がみられる。
長い年月をかけて、他のテュルク系民族やウラル系民族のサモエード人やウゴル人、エニセイ系民族と混血して構成されたモンゴロイドとされ、若干のコーカソイドの血も混じっている。文化的には北アルタイ人、ハカス人、トゥバ人と近縁な関係にある。
古来から牧畜、狩猟採集を行うが、1917年以降は初歩的な農耕、漁撈も行っている。